# Oporelu
Oporelu es una comuna ubicada en el distrito de Olt, Rumania.

## Superficie
Posee una superficie de 67,40 kilómetros cuadrados.

## Demografía
Hasta 2021 la población era de 1015 habitantes, con una densidad de población de 15,06 habitantes por kilómetro cuadrado.